# West Linn
West Linn es una ciudad ubicada en el condado de Clackamas en el estado estadounidense de Oregón. En el año 2006 tenía una población de 24.180 habitantes y una densidad poblacional de 1,163.1 personas por km².

## Geografía
West Linn se encuentra ubicada en las coordenadas 45°21′55″N 122°38′28″O / 45.36528, -122.64111.

## Demografía
Según la Oficina del Censo en 2000 los ingresos medios por hogar en la localidad eran de $72,010, y los ingresos medios por familia eran $83,252. Los hombres tenían unos ingresos medios de $61,458 frente a los $38,733 para las mujeres. La renta per cápita para la localidad era de $34,671. Alrededor del 3.9% de la población estaban por debajo del umbral de pobreza.